# Behnia reticulata
Behnia reticulata är en sparrisväxtart som först beskrevs av Carl Peter Thunberg, och fick sitt nu gällande namn av Ferdinand Didrichsen. Behnia reticulata ingår i släktet Behnia och familjen sparrisväxter. Inga underarter finns listade i Catalogue of Life.

## Bildgalleri

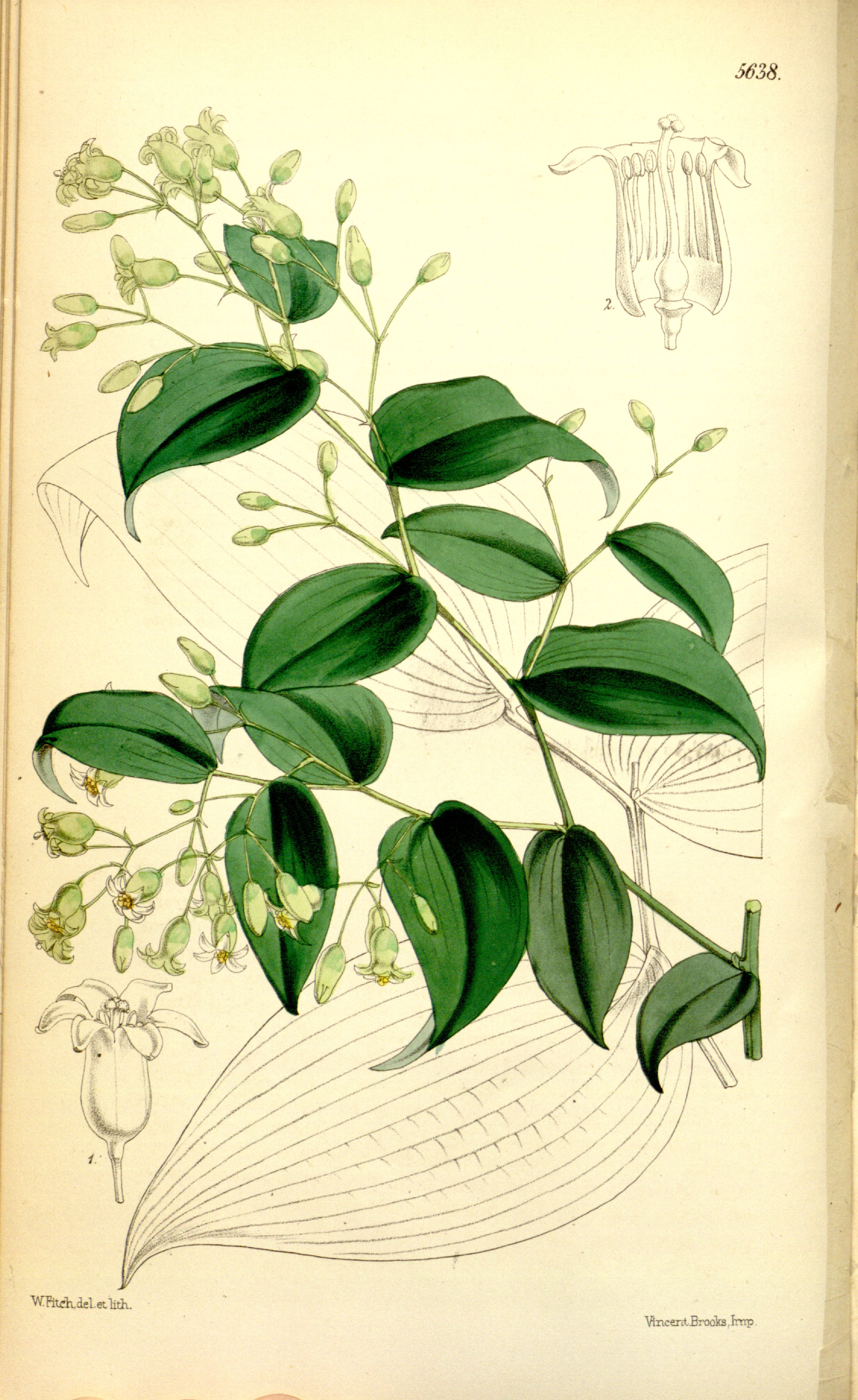